# Miriam Corsini
Miriam Corsini (Milano, 5 maggio 1989) è una nuotatrice italiana naturalizzata mozambicana specializzata nello stile rana, la prima nuotatrice del suo paese a qualificarsi alla 15ª edizione dei Campionati mondiali di nuoto organizzati da FINA nel 2013.

## Biografia
Nata nel quartiere di Niguarda a Milano nel 1989 da padre italiano e madre mozambicana, dal 2011 ha la doppia cittadinanza. Passa la sua infanzia a Cinisello Balsamo, dopodiché si trasferisce a Settimo Milanese. È tra i 30 atleti che Maurizio Coconi, tecnico federale responsabile della Nazionale juniores, convoca per i Campionati europei di nuoto, che si svolgono a Budapest dal 14 al 17 luglio 2005.
Gareggia con la Nazionale italiana anche l'anno dopo, nel 2006, l'anno del fidanzamento con il nuotatore Davide Natullo. e nel dicembre del 2011 a Bellinzona in Svizzera, dove si classifica seconda in 100m stile libero.
Nel 2011, tra il 3 e il 18 settembre, a Maputo, in Mozambico viene organizzata la decima edizione dei giochi olimpici africani All African Games. Miriam Corsini accetta l'invito del paese ospitante di far parte della squadra nazionale, gareggiando sotto la cittadinanza sportiva del Mozambico, il paese di origine della madre. Nella gara vince la medaglia d'argento nei 50m rana, dietro alla nuotatrice sudafricana Suzaan van Biljon.
Partecipa ai mondiali di nuoto che si svolgono dal 19 luglio al 4 agosto 2013 a Barcellona dove gareggia 50m stile rana. Con un tempo di 33″45 si piazza al 52º posto. È la prima nuotatrice mozambicana a qualificarsi per questa competizione.
Si allena con la squadra Rane Rosse (società DDS srl) di Luca Sacchi, commentatore televisivo, ex nazionale di nuoto nella piscina di Settimo Milanese.

## Palmarès
- Giochi Panafricani

Maputo 2011: argento nei 50m rana.
- Swiss Team Championships

Bellinzona 2011: argento nei 100m stile libero